# Сибуян (остров)
Сибуян (англ. Sibuyan Island) — остров, расположенный в одноимённом море. Административно относится к провинции Ромблон (регион МИМАРОПА, Филиппины). 23-й по площади остров страны.

## География, описание, история
Остров Сибуян имеет условно овальную форму, его размер 29 на 17 километров, площадь 465 км², высшая точка — гора Гитинг-Гитинг (в переводе — «Пилозубая гора»), имеющая высоту 2058 метров над уровнем моря (занимает 73-ю строчку в списке островов по наивысшей точке). Согласно оценке 2015 года на острове проживают 59 274 человека, преимущественно народности сибуянон (ромбломанон). На Сибуяне имеется три поселения: Сан-Фернандо (22 466 человек по переписи 2010 года), Каджидиокан (21 198) и Магдиванг (13 584).
Центральную часть острова занимает природный парк площадью 157 км².
Близлежащие острова: Ромблон в 12 км на запад-северо-запад, Таблас в 35 км на запад, Масбате в 61 км на восток.
21 июня 2008 года у берегов острова потерпел крушение паром «Принцесса звёзд», в результате чего более 800 пассажиров погибли или пропали без вести.

## Флора, фауна, экология
Сибуян интересен тем, что он всегда был изолирован от остального мира, ни в какую эпоху не был связан с какой-либо другой частью Филиппинского архипелага, поэтому учёные называют его «Азиатский Галапагос». Треть острова занимают девственные леса. Согласно исследованиям ботаников, на один гектар лесов острова приходится 1551 дерево 123 видов, причём 54 из них являются эндемиками Сибуяна. Всего на острове описано около 700 видов сосудистых растений. На острове обнаружены 131 вид птиц, 10 видов крылановых.
Вода из всех рек, ручьёв и родников Сибуяна пригодна для питья без дополнительной обработки, в связи с чем местные жители очень беспокоятся о сохранении такой благоприятной экологической обстановки их дома — в 2006 году они создали природоохранную организацию Sibuyanons Against Mining.

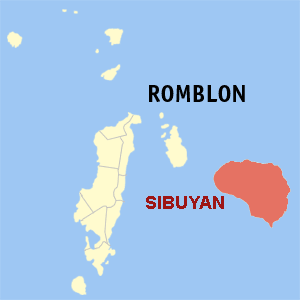
Сибуян на карте Ромблона
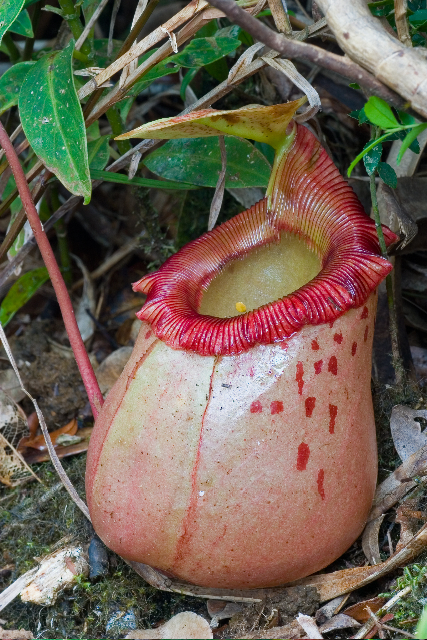
Nepenthes sibuyanensis — эндемик Сибуяна